# John Stewart McDiarmid
John Stewart McDiarmid (* 25. Dezember 1882 in Perthshire, Schottland; † 7. Juni 1965 in Winnipeg) war ein kanadischer Politiker. Er war von 1926 bis 1930 Abgeordneter des Unterhauses, danach während mehr als zwanzig Jahren Abgeordneter des Parlaments der Provinz Manitoba und Regierungsmitglied. Schließlich amtierte er von 1953 bis 1960 als Vizegouverneur von Manitoba.

## Biografie
Im Alter von fünf Jahren wanderte McDiarmid mit seiner Familie nach Kanada aus und wuchs auf einem Bauernhof in der Nähe von Portage la Prairie auf. Nach seiner Schulzeit arbeitete er in Winnipeg für einen Glas- und Farbenhändler, später baute er zusammen mit seinem Bruder einen Holzhandelsbetrieb auf. 1925 wurde McDiarmid in den Stadtrat von Winnipeg gewählt. Als Kandidat der Liberalen Partei siegte er bei der Unterhauswahl 1926 im Wahlbezirk Winnipeg South. Im Parlament unterstützte er als Hinterbänkler die Regierung von William Lyon Mackenzie King. Vier Jahre später, bei der Unterhauswahl 1930, unterlag er dem früheren konservativen Innenminister Robert Rogers.
John Bracken, Premierminister der Provinz Manitoba, nahm McDiarmid am 27. Mai 1932 in seine Koalitionsregierung auf und ernannte ihn zum Minister für Bergbau und natürliche Ressourcen. Drei Wochen später gelang ihm die Wahl in die Legislativversammlung von Manitoba. Während mehr als zwanzig Jahren leitete er das Bergbauministerium. Zusätzlich war er von 1939 bis 1946 Provinzsekretär, ab 1940 Eisenbahnkommissar sowie Industrie- und Handelsminister. Die von ihm geleiteten Ministerien weiteten den Umfang des Bergbaus aus, förderten den Tourismus und führten Schutzmaßnahmen ein, um den Pelzhandel wieder anzukurbeln.
Am 30. Juni 1953 trat McDiarmid als Abgeordneter und Minister zurück. Am 1. August desselben Jahres vereidigte ihn Generalgouverneur Vincent Massey als Vizegouverneur von Manitoba. Dieses repräsentative Amt übte er bis zum 15. Januar 1960 aus.